# Universitat de Colònia
La Universitat de Colònia (en alemany: Universität zu Köln) és una universitat d'investigació i d'ensenyament a nivell internacional a Colònia. El 15 de juny del 2012 va rebre l'estatus d'Excel·lència. És una de les universitats més antigues a Europa i, amb més de 45.000 estudiants, una de les majors universitats d'Alemanya. La universitat pertany a la Deutsche Forschungsgemeinschaft, una associació de les universitats capdavanteres en matèria d'investigació. També és el membre fundador a Alemanya de la Comunitat Europea d'Escoles de Gestió (CEMS).

## Història i evolució

### L'antiga universitat (1388-1798)
La universitat de Colònia es va establir l'any 1388 i és la quarta universitat del Sacre Imperi Romanogermànic després de la Universitat Carolina (1348), la Universitat de Viena (1365) i la Universitat de Heidelberg (1386). El papa Urbà VI va signar l'estatut a Perúgia. La universitat va començar la seva tasca educativa el 6 de gener de 1389. Durant molt temps, la universitat ha estat una de les meves importants del Regne.
L'any 1798, la universitat va ser abolida pels francesos, que havien envaït Colònia el 1794, perquè els seus professors, desitjosos de preservar la independència de la universitat, es van negar a jurar obediència a la República Francesa. No obstant això, l'últim rector (Ferdinand Franz Wallraf) es va amagar i va preservar el Gran Segell de la Universitat, que també s'usa al segle xxi.

### La nova universitat (1919-avui)
El 1919, el govern prussià va donar suport a la decisió de l'ajuntament de la Ciutat de Colònia de restablir la universitat. El 19 de maig de 1919, qui era en aquell moment l'alcalde, Konrad Adenauer, va signar l'estatut de la universitat moderna.
En aquest moment, la universitat estava formada per la Facultat de Comerç, Economia i Ciències Socials (successora dels Instituts de Comerç i d'Administració Comunal i Social) i la Facultat de Medicina (successor de l'Acadèmia de Medicina). El 1920 es van afegir la Facultat de Dret i la d'Arts, de les quals el 1955 se segregaria l'Escola de Matemàtiques i Ciències Naturals per crear una facultat pròpia. El 1980, els dos departaments de Colònia de l'Escola d'Educació de Renània es va adherir a la universitat com les facultats d'Educació i Educació Especial.
La Universitat destaca en els àmbits de l'Economia i de Dret i Comerç.

## Facultats
L'Estat de Rin del Nord-Westfàlia dirigeix la Universitat de Colònia. La universitat està dividida en sis facultats, que formen en conjunt 200 camps d'estudi. Les facultats són les de Gestió, Economia i Ciències Socials, Dret, Salut (amb la clínica afiliada a la Universitat), Arts, Matemàtiques i Ciències Naturals i Humanes.
El 24 de novembre de 2004, Axel Freimuth va ser escollit rector de la universitat per quatre anys. Freimuth va succeir a Tassilo Küpper i és el quaranta-novè rector des de 1919.
| Facultat                                                    | Estudiants     | Lloc web                                                                                   |
| ----------------------------------------------------------- | -------------- | ------------------------------------------------------------------------------------------ |
| Facultat de Gestió, Economia i Ciències Socials             | prop de 10.000 | Alemany Anglès                                                                             |
| Facultat de Dret                                            | prop de 5.000  | Alemany                                                                                    |
| Facultat de la Salut amb l'Hospital Universitari de Colònia | prop de 3.200  | Alemany Arxivat 2011-02-11 a Wayback Machine. Anglès Arxivat 2011-07-16 a Wayback Machine. |
| Facultat de les Arts i Humanitats                           | prop de 16.500 | Alemany                                                                                    |
| Facultat de Matemàtiques i Ciències Naturals                | prop de 7.500  | Alemany Anglès                                                                             |
| Facultat de Ciències Humanes                                | prop de 2.800  | Alemany                                                                                    |

## Estudiants i facultats

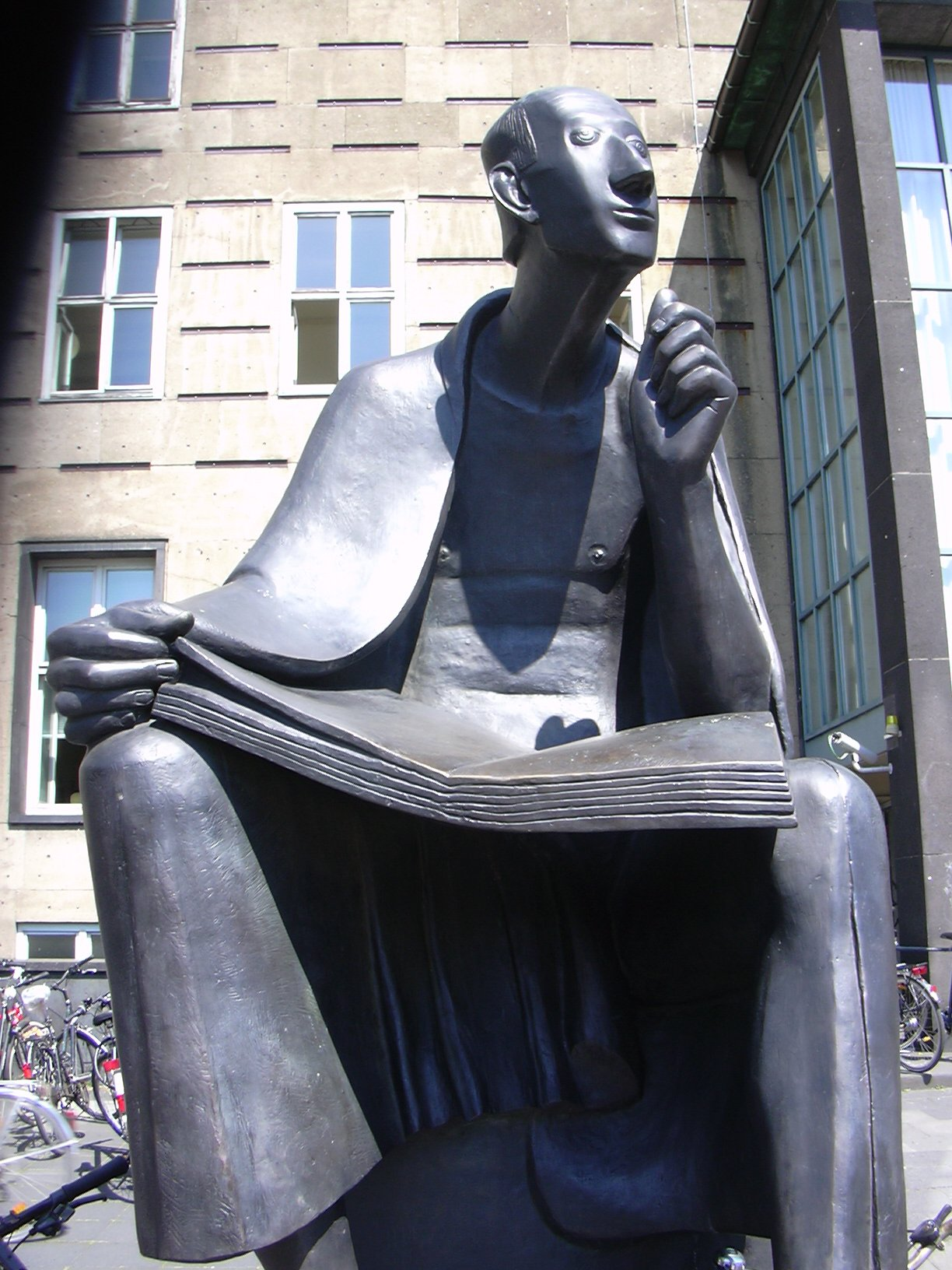
Monument a Albertus Magnus enfront de l'edifici central de la universitat.

El 2005 es van registrar a la universitat 47.203 estudiants, 3.718 ja graduats. El 2003, el nombre d'estudiants de post-doctorat era de 670.
El nombre d'estudiants internacionals va ser 6.157 en 2005, la qual cosa suposa el 13% del total d'estudiants. D'ells, els pertanyents a països en desenvolupament era d'aproximadament 60%, representant un total de 123 nacions. Els països més representats van ser Bulgària (10,5%), Rússia (8,8%), Polònia (7,4%), Xina (6,2%) i Ucraïna (5,7%).
Hi ha 508 professors a la universitat, entre ells 70 dones. A més, la universitat dona treball a 1.549 empleats d'investigació amb 765 addicionals en la clínica i altres 1.462 (3.736 en la clínica).

## Alumnes i professors cèlebres
Alguns dels més destacats han estat:
- Albertus Magnus;
- Thomas Aquinas, alumne d'Albertus Magnus;
- Kurt Alder, Premi Nobel de Química de 1950;
- Peter Grünberg, Premi Nobel de Física 2007;
- Heinrich Böll, Premi Nobel de Literatura;
- Karl Carstens, president de la República Federal d'Alemanya, 1979 - 1984;
- Gustav Heinemann, president de la República Federal d'Alemanya, 1969 - 1974;
- Kàrolos Papúlias, president de Grècia;
- Amos Grunebaum, famós tocòleg nord-americà;
- Francisco Rubio Llorente, president del Consell d'Estat d'Espanya;
- Erich Gutenberg, fundador dels estudis de negocis alemanys moderns.

## Centres associats

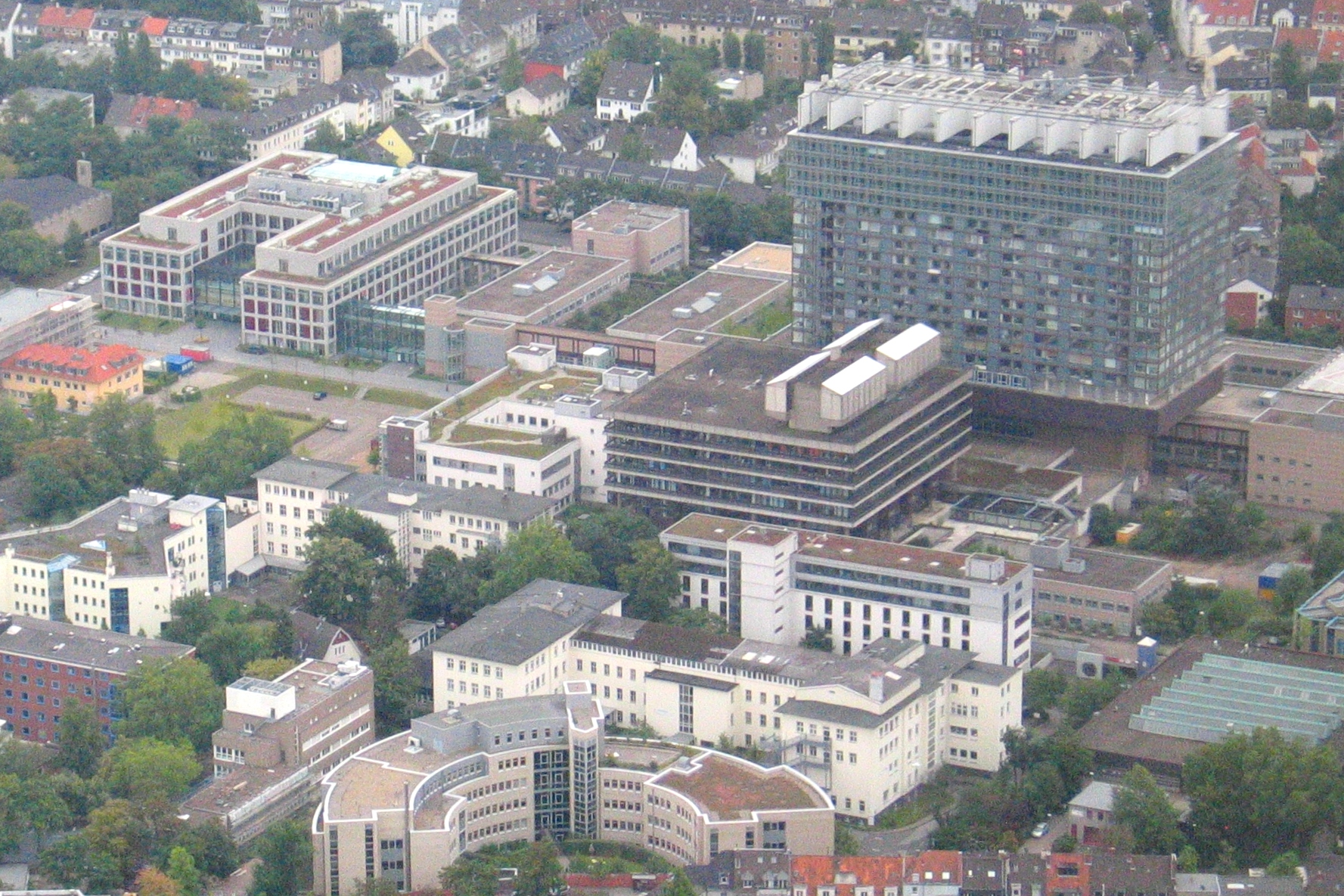
Campus de l'Hospital de la Universitat de Colònia a Lindenthal

La Universitat de Colònia manté divuit centres associats oficials amb universitats de deu països. D'aquests, els de Clermont-Ferrand I i Pennsylvania State són les més antigues.
| - Universidade Federal do Ceará, Fortaleza (des del 1990) - Sofia University St. Kliment Ohridski, Sofia (des del 1985) - Sun Yat-sen University, Guangzhou (des del 2005) - Université d'Auvergne, Clermont-Ferrand I (des del 1962) - Université Blaise Pascal, Clermont-Ferrand II (des del 1980) - Aristotelio Panepistimo, Thessaloniki (des del 1992) - National Law School of India University, Bangalore - Hitotsubashi University, Tòquio (des del 1987) - Keio University, Tòquio (des del 1981) | - Uniwersytet Wroclawski, Breslau (des del 2003) - Uniwersytet Jagiellonski w Krakowie, Cracòvia (des del 1990) - Gorkij Literaturnyj Institute, Moscou - Volgograd State University (des del 1993) - Charles University, Praga (des del 1999) - Istanbul Üniversitesi, Istanbul (des del 2003) - University of California at Berkeley, School of Law, Berkeley, CA - Duquesne University, Pittsburgh, PA (des del 2001) - Pennsylvania State University, State College, PA (des del 1961) |